# 爱丝梅拉达
爱丝梅拉达（Esmeralda），为法国文学家维克多·雨果所著《巴黎圣母院》中的女主角，芳龄十六，长相甜美，有艳压群芳之貌。自幼命运多劫难，长大后靠卖艺为生。愛上已有婚約的王家弓箭隊的隊長菲比斯，因拒绝巴黎圣母院管理者克洛德·弗罗格教士的示好而受到陷害，最终以女巫之名被教会和宫廷判處絞刑。

## 生平
爱丝梅拉达是修女巴格特的私生女，她从小被巴格特給寵愛，甚至擁有一雙由母親製作的小紅鞋子，直至被吉普赛人从母亲巴格特的身边給拐走，留下一個小紅鞋，後來在養育自己長大的吉普赛人去世后便开始四处流浪。爱丝梅拉达流浪到巴黎后一直與自己的寵物山羊佳麗在街頭表演，一度受到聖母院會吏長克洛德·弗罗格教士與巴黎圣母院敲鐘人加西莫多的仰慕，更是從羅姆人的秘密巢穴＂奇蹟宮殿＂中救下誤闖次地險被處刑的遊唱詩人格林果與他結為有名無實的夫妻。在一次遭到加西莫多的襲擊下受到王家弓箭隊的隊長菲比斯的營救下自此愛上他，更在加西莫多受罰時餵給他水喝。由於自己是吉普赛人受到修女巴格特的仇視與憎恨。
直至某天晚上爱丝梅拉达在和菲比斯見面时，因目睹菲比斯被尾随其后的弗罗格教士用刀刺中后背受到惊吓而昏过去，醒来时已经被法院指控为伤害菲比斯的嫌疑而被判處絞刑。所幸在被送上绞刑架前被加西莫多所救在圣母院尋求庇護，更在弗罗格教士要對自己不利時後被加西莫多的保護下脫離劫難。但弗罗格教士依然不死心利用格林果勸說爱丝梅拉达離開圣母院，還通知国王的军队前来抓捕爱丝梅拉达。
當国王的軍隊與前来营救爱丝梅拉达的「奇蹟宮殿」的乞丐王與其眾手下在圣母院展开鏖战。最終国王的軍隊殲滅乞丐王與其眾手下，還派遣弓箭隊清理羅姆人的街道。
而弗罗格教士在混亂中與格林果帶著爱丝梅拉达離開聖母院，並以分散逃亡為藉口使格林果帶著爱丝梅拉达的山羊佳麗逃走，弗罗格教士在得到爱丝梅拉达的拒絕答覆後只好將人帶到修女巴格特的手中。起初修女巴格特雖然緊抓愛絲梅拉達的手不放，直至發現愛絲梅拉達拿出跟自己手上持有相同的小紅鞋時，她這才明白愛絲梅拉達其實是自己失散多年的女兒後直接帶她躲進塔內，她還沒來得及跟女兒相認時聽到菲比斯已奉國王的命令前來抓人的聲音。愛絲梅拉達原本被她的母親巴格特給隱藏好，可是在聽到菲比斯的聲音時以為自己的心上人是來救自己時暴露藏身處而被士兵帶走。修女巴格特為了保護與拯救自己的女兒跟著衛兵到絞刑台時沿路又踢又咬，最後因心力衰竭加上被衛兵推倒在地使頭部受創而亡。加西莫多目睹爱丝梅拉达被士兵送上绞刑架已经被處刑。他為此悲怒之際把弗罗格教士從圣母院的楼顶上推下石栏坠地而亡。最終加西莫多与爱丝梅拉达的遺體相拥长眠于地下墓穴中。